# جسر فيسكايا
جسر فيسكايا (بالإسبانية: Puente de Vizcaya)‏ هو جسر قديم يمتد فوق نهر نيرڤيون عند مصب بلباو، يربط بين مدينتي چوتكسو وبورتچاليتي في مقاطعة بيسكاي الإسبانية. يبلغ طوله 160 مترًا وارتفاعه 45 مترًا، وهو يجمع بين تقليد البناء المعدني للقرن التاسع عشر وتكنولوجيا الكوابل الفولاذية الملولبة، صممه المهندس آلبرتو بالاسيو.
في 16 يونيو 1893 أفتتح أمام حركة المرور، ليكون أول جسر معلق في العالم ينقل المارة والسيارات بواسطة سلة نقل كبيرة مُعلقة. شكل هذا الجسر نموذجًا للعديد من الجسور المماثلة في أوروبا وأفريقيا وأمريكا، ويُعتبر بناءً هندسيًا معدنيًا من مخرجات الثورة الصناعية.

## معرض الصور

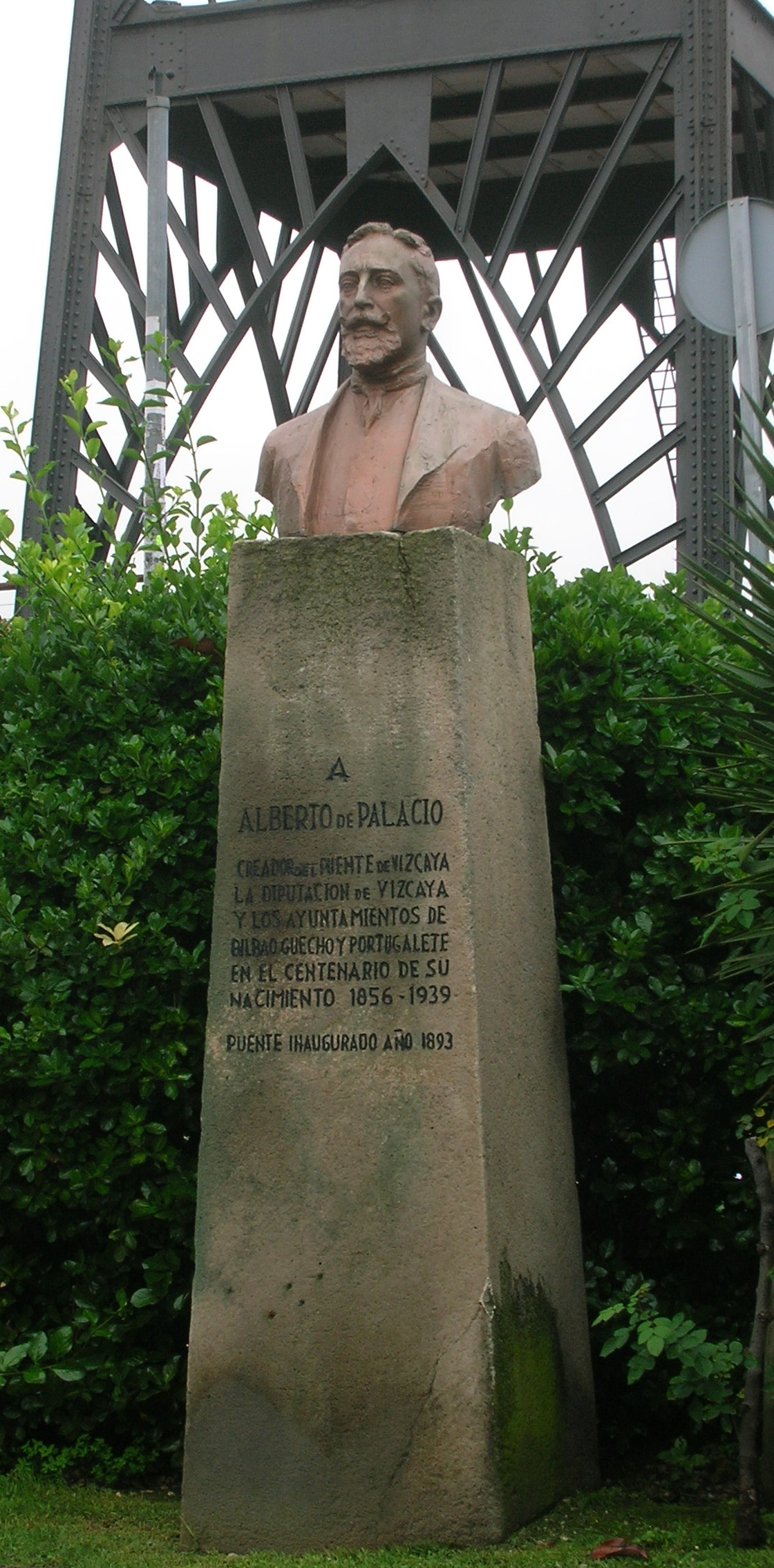
نصب تذكاري لمهندس الجسر
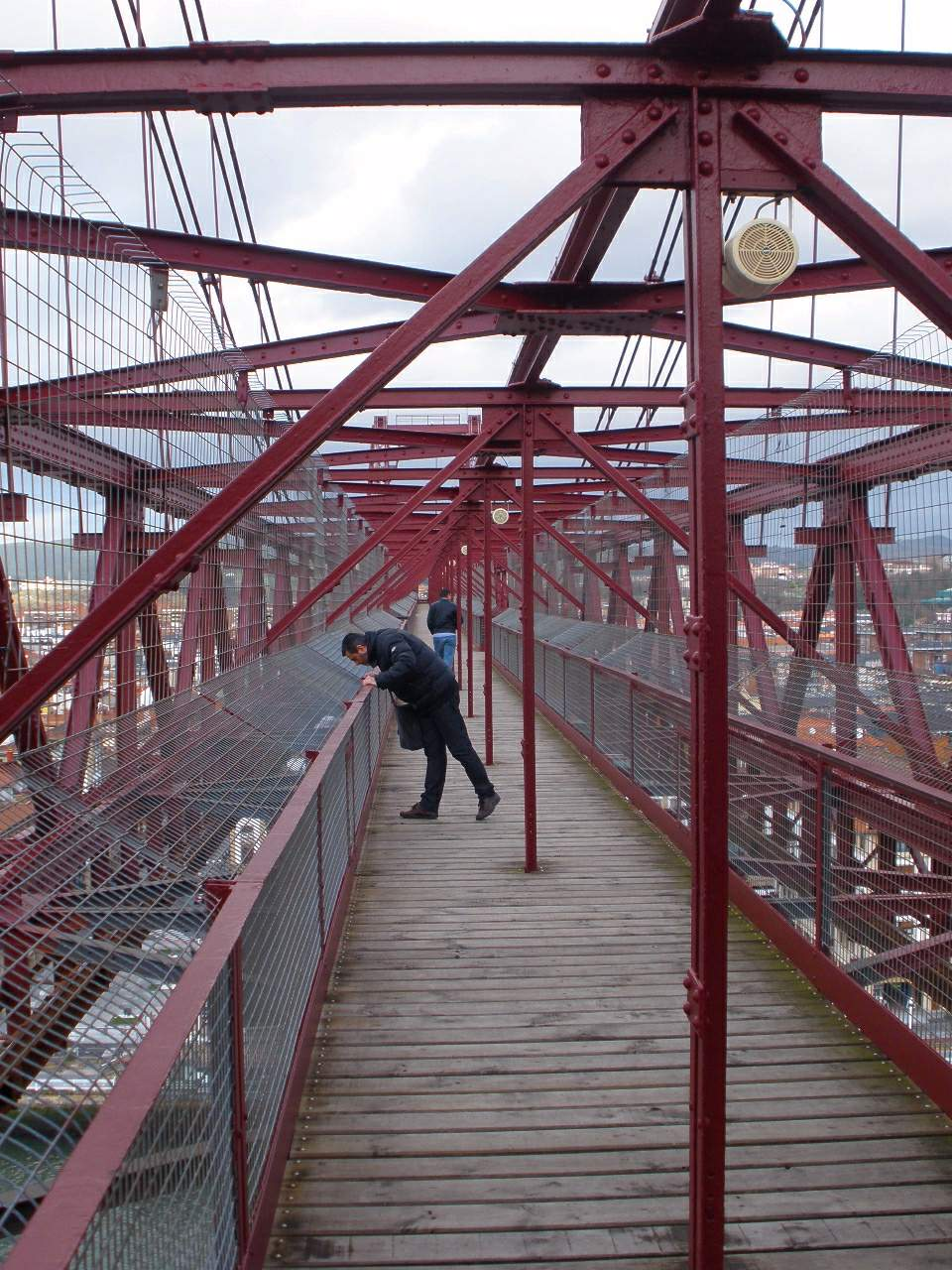
ممر مشاة أعلى الجسر
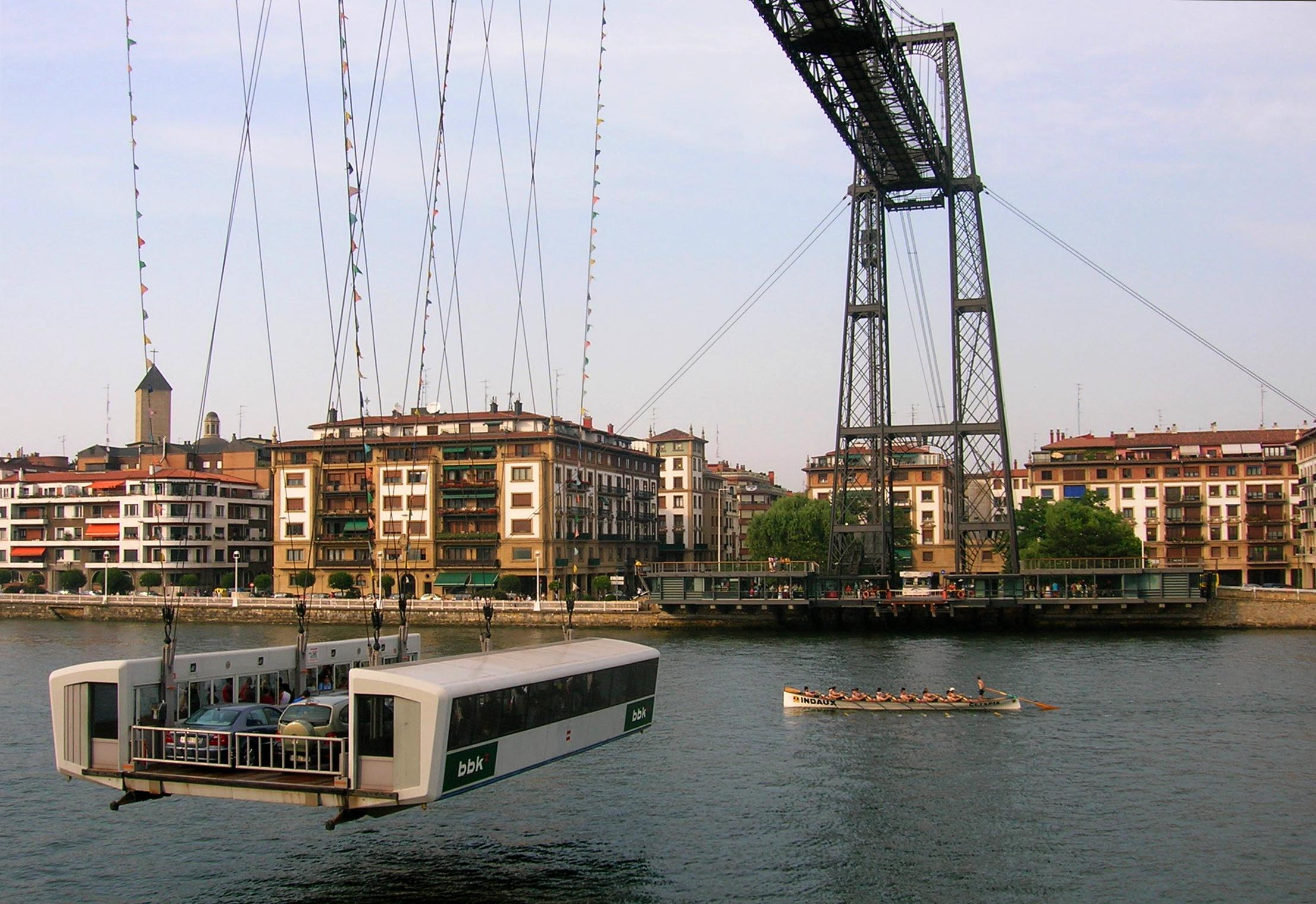
سلة النقل
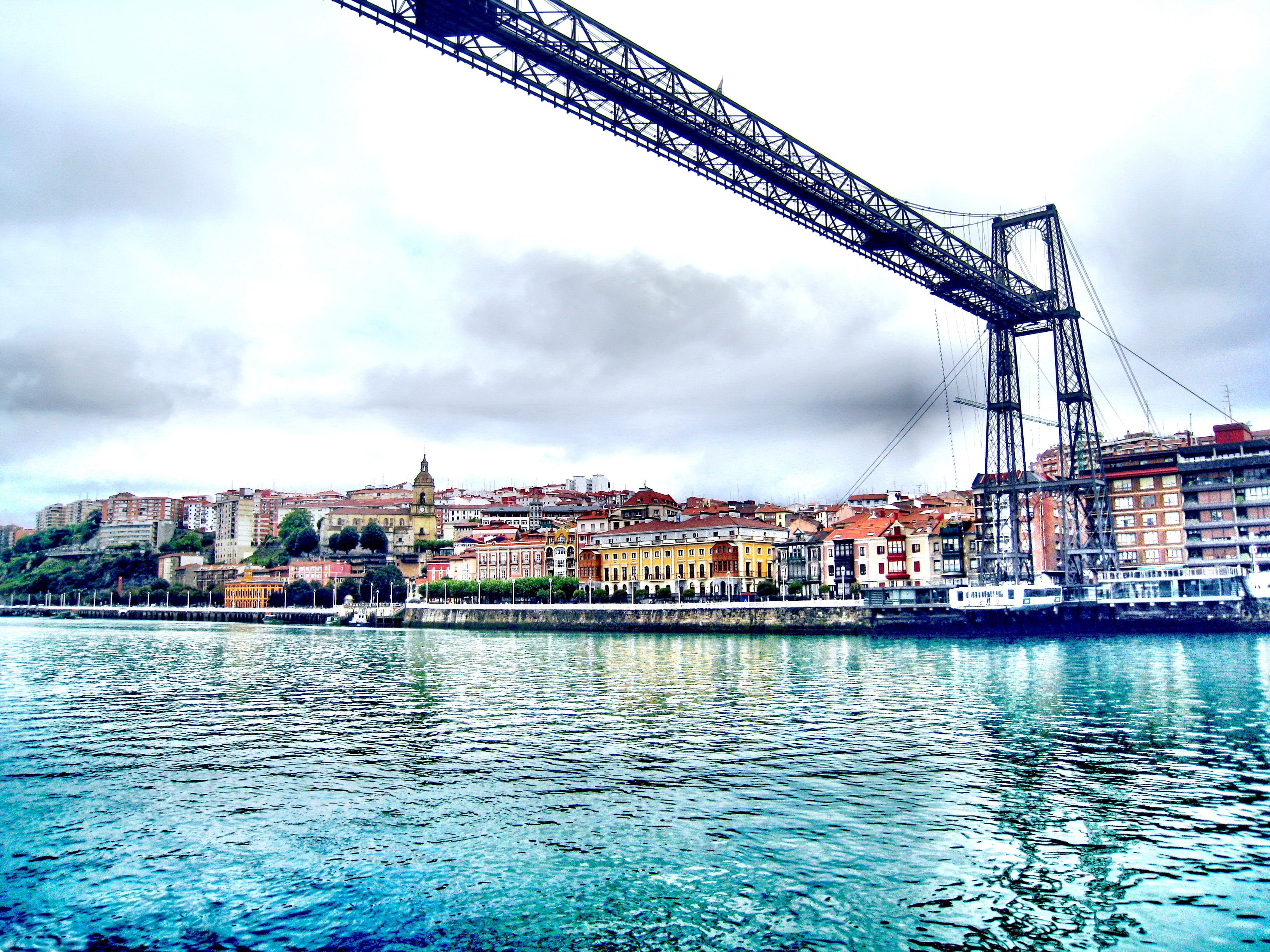
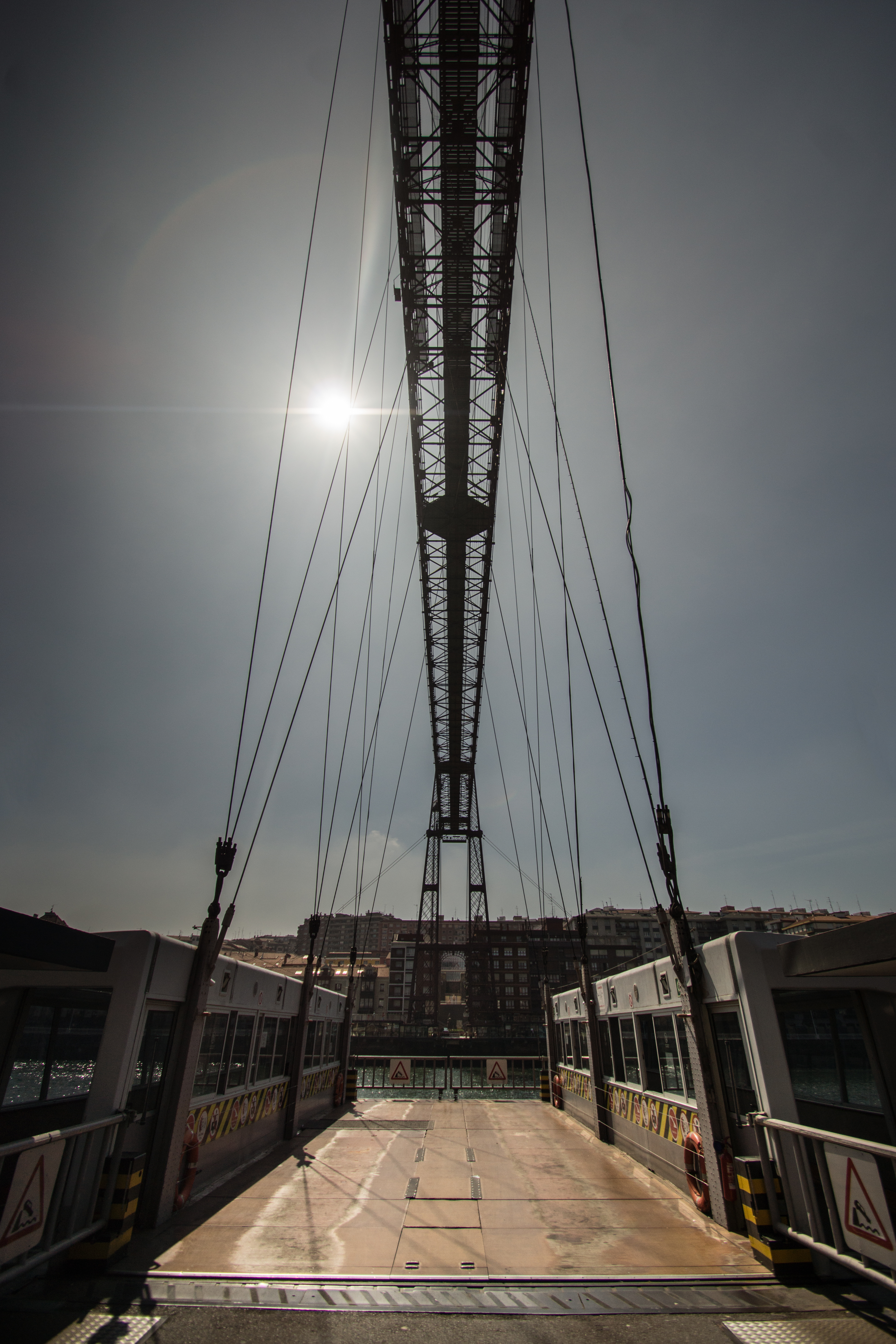
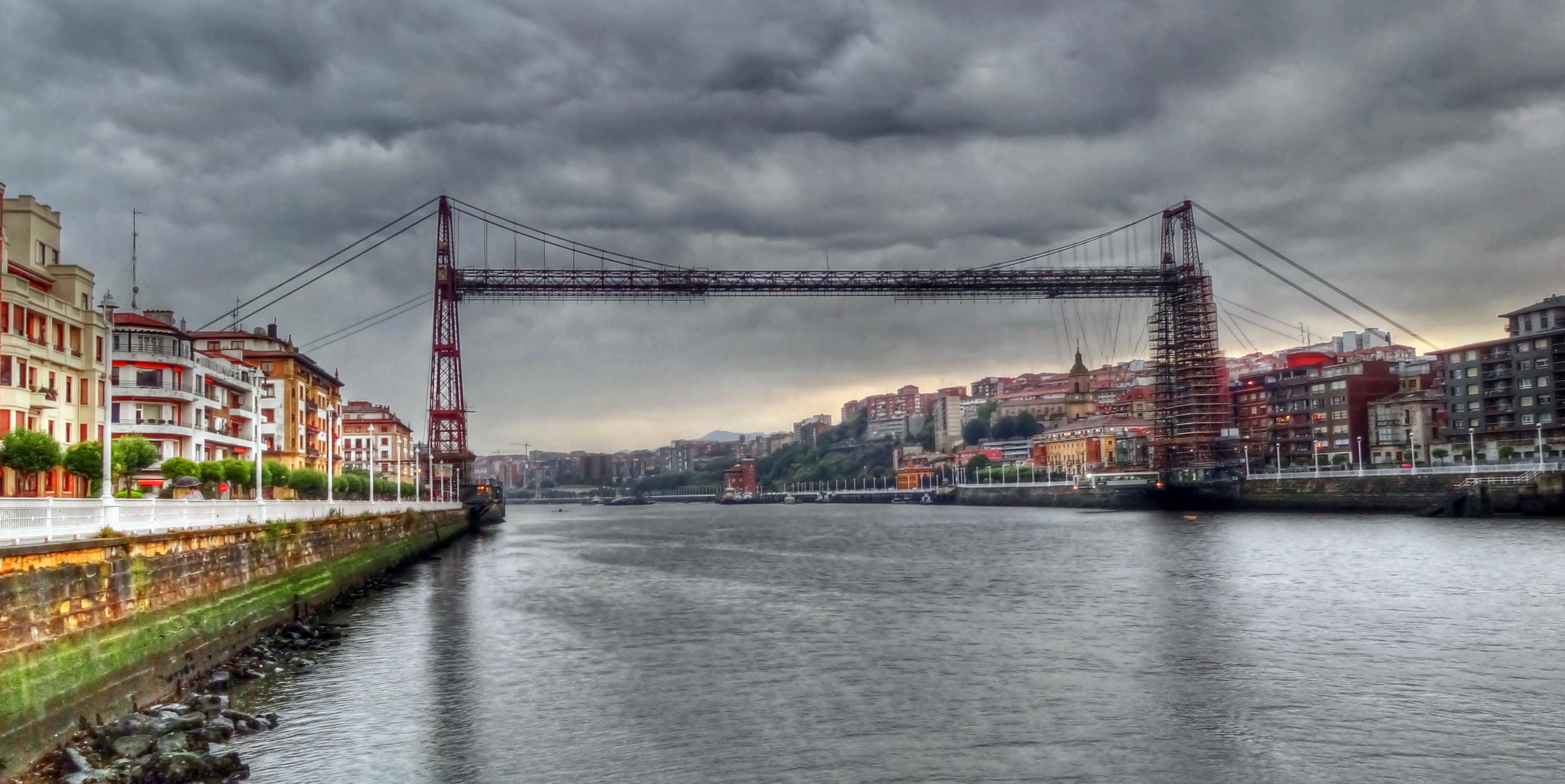
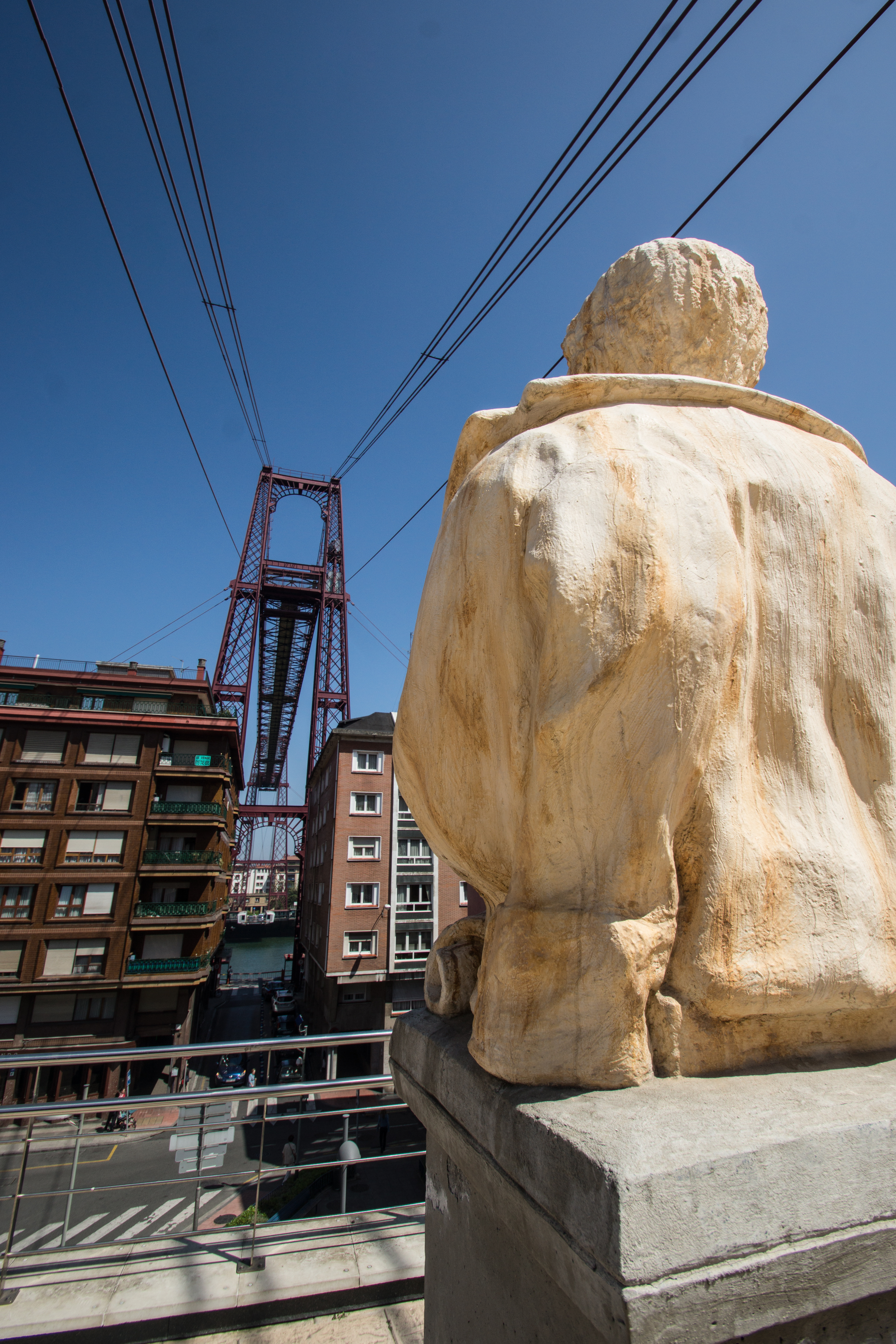
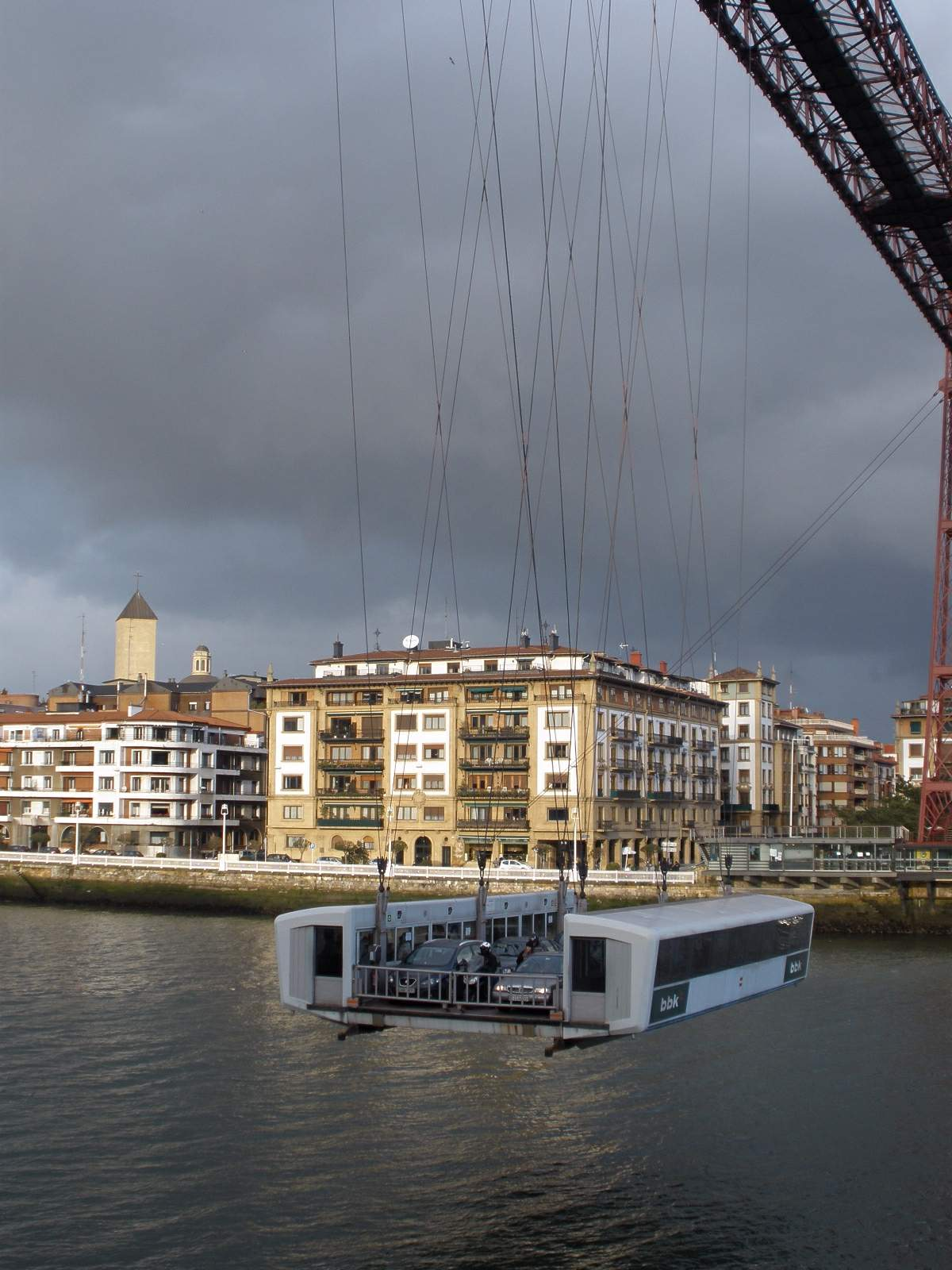
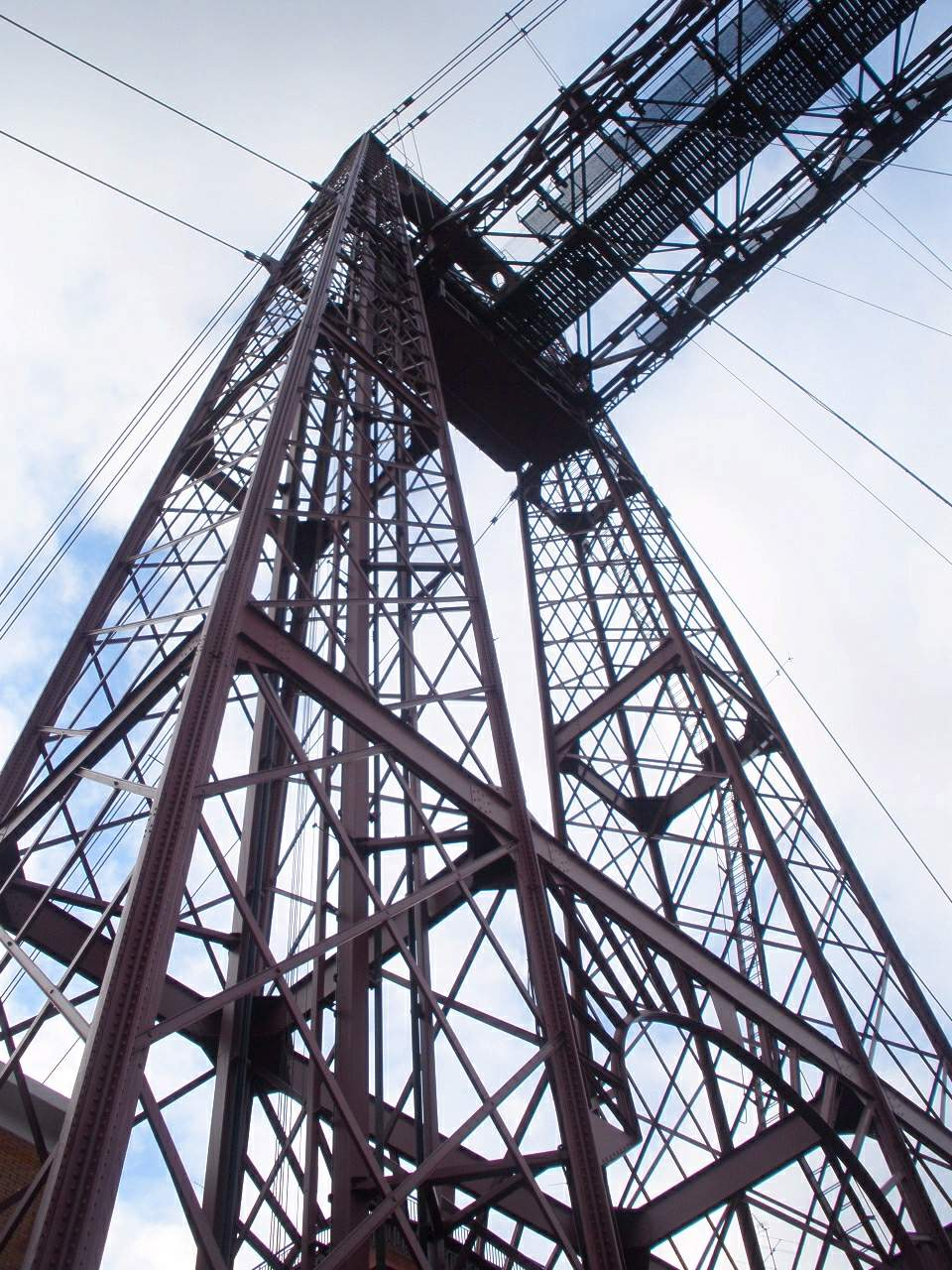
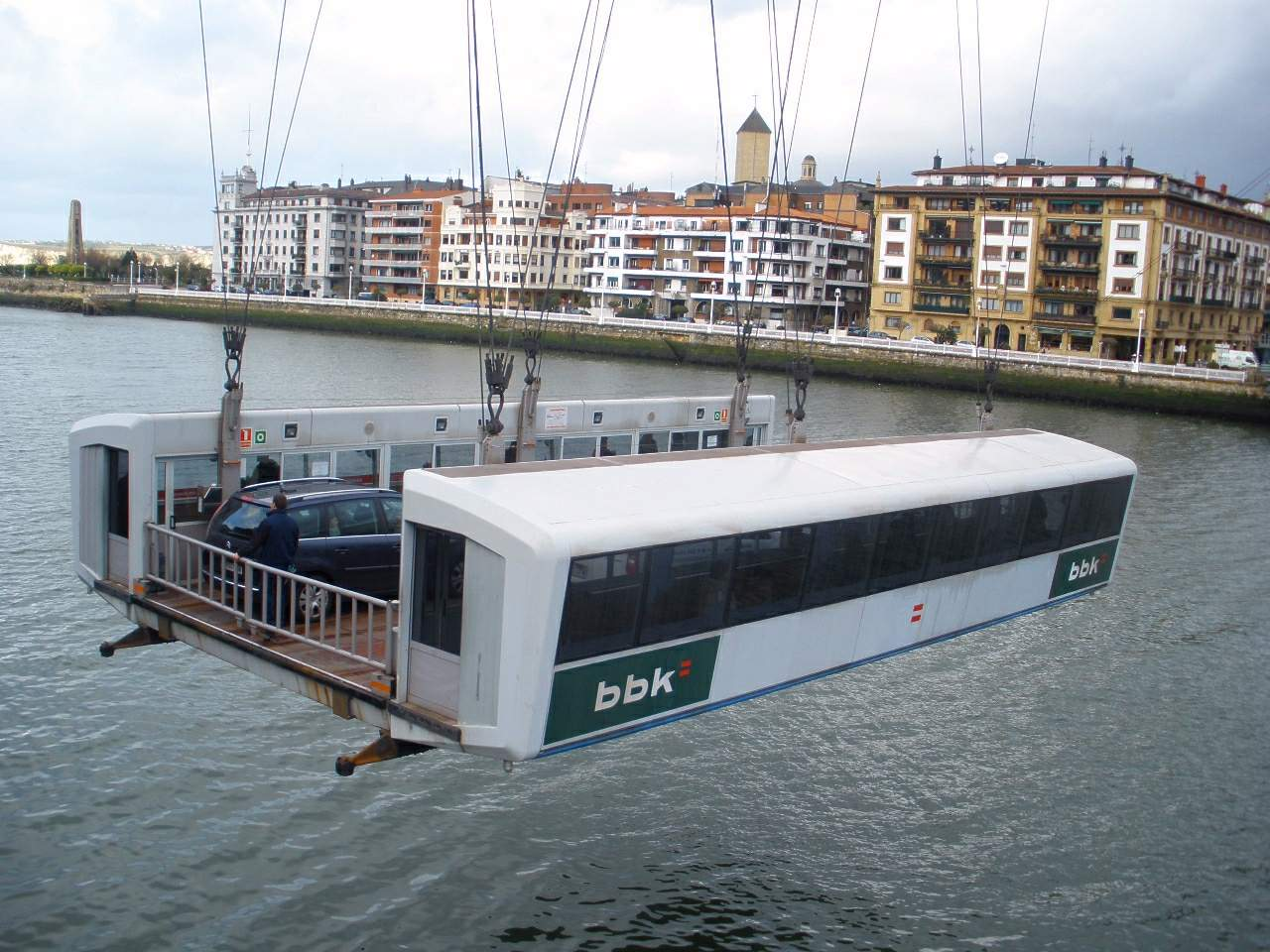
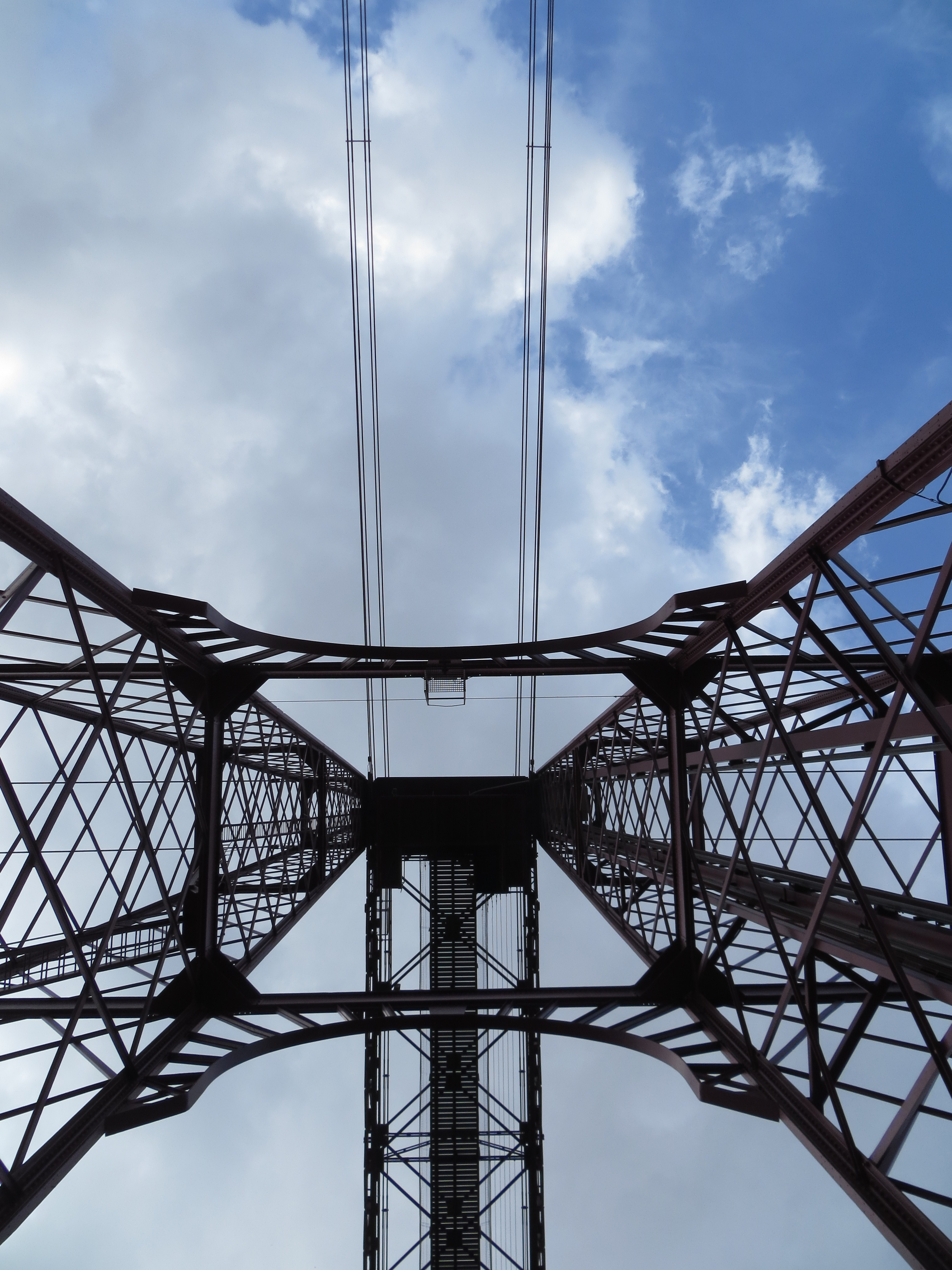